# Onorio Longhi
Pour les articles homonymes, voir Famille Longhi et Longhi.
Onorio Longhi, né le 12 octobre 1568 à Viggiù et mort le 31 décembre 1619  à Rome, est un architecte et poète lombard.

## Biographie
Onorio Martino Longhi fait partie d'une dynastie d'architectes, qui comprend notamment son père Martino Longhi l'Ancien et son fils Martino Longhi le Jeune.
Depuis son plus jeune âge, il écrit des compositions poétiques, y compris Les Rimes  qui seront lues à l'occasion du mariage entre Giuliano Cesarini, duc de Civitanova et Livia Orsini (1589). Il se cultive en suivant des études humanistes classiques et antiques et sort diplômé en droit de Sapienza, à Rome. 
Sa position culturelle émerge à travers son discours sur les causes du débordement du Tibre, publiée à Milan en 1607 (Del Tevere, della sua inondazione & de' suoi rimedij, presso Girolamo Bordoni), un document créé dans le but de fournir des informations techniques, qui, bien que chargée d'érudition, démontre une "concrétisation rationnelle dans la recherche qui utilise la culture classique comme instrument d'investigation et de vérification en termes non dogmatiques"  
En mai 1601, il épousa Caterina Campana, fille du docteur Stefano. Ils auront sept enfants. Le fils aîné, Martino, suit les traces de son père.
Sa vie tumultueuse et son tempérament bagarreur le mettent souvent face à la justice.
Il est un fidèle compagnon du peintre Le Caravage, avec qui il dut s'enfuir de Rome après l'implication de ce dernier dans un homicide.
Il a conçu le premier plan pour l'église nationale milanaise à Rome, San Carlo al Corso, qui a été terminé par son fils et par Pietro da Cortona. D'autres œuvres de Longhi incluent l'église de Santa Maria Liberatrice dans le Forum romain (détruite plus tard par les fouilles qui ont mis au jour Santa Maria Antiqua) et la chapelle Santoro à Saint-Jean de Latran.

## L'exil
Si Onorio participe souvent à des bagarres plus ou moins graves, comme en 1599 lorsqu'une rixe avec le peintre Marco Tullo éclate et sera arrêtée par son ami Le Caravage, les évènements prennent une tournure beaucoup plus graves quelques années plus tard. 
Le 28 mai 1606, au cours d'une fête célébrant l'election du pape Paul V. Caravage et Onorio Longhi sont confrontés à la famille Tomassoni, parmi lesquels Ranuccio Tomassoni et son frère Giovan Francesco. Lors de cette rixe, probablement initiée par des tensions préexistantes entre Onorio et les Tomassoni, Caravage est venu assister son ami Longhi dans cette vendetta, comme l'exige le code de l'honneur. Lors de cette opération, il tue Ranuccio Tomassoni d'un coup d'épée et sera lui-même blessé à la tête. L'un de ses camarades est également tué par Giovan Francesco.
À la suite de ces évènements, tous prennent la fuite ; Giovan Francesco Tomassoni,  est gracié dès le mois de décembre de la même année 1606 sous condition de garder le silence éternel sur l'affaire. Le Caravage, condamné par contumace à la mort par décapitation pour ce crime,  entame pour sa part son exil sous forme d'un long périple de quatre années à travers l'Italie (Naples, Sicile, Syracuse, Messine) jusqu'à Malte. 
Longhi a quant à lui décidé de se réfugier dans sa ville natale de Viggiù, où sa famille possédait non seulement des biens, mais entretenait également de solides relations professionnelles. Pendant les cinq années suivantes, jusqu'à son retour définitif à Rome en avril 1611 à la suite d'une grâce Papale, Onorio Longhi a poursuivi son activité d'architecte à la fois dans la région d'où il venait, pour l'église dédiée à la naissance de la Vierge à Viggiù et l'église de Santi Nazaro e Celso à Arzo, ainsi que dans le reste de la Lombardie. 
À partir de juin 1607, son association avec Cristóbal Lechuga, général d'artillerie et surintendant des forteresses du duché de Milan, est documentée. Longhi a occupé divers postes sous Lechuga, travaillant à la construction du Forte di Fuentes et au canal navigable qui devait relier Milan à Pavie. En même temps, il s'avère que Longhi a été impliqué dans certains des grands chantiers de l'époque, fournissant des dessins pour la façade de la cathédrale de Milan et pour Sant'Alessandro in Zebedia, et prenant part à des débats sur les projets de le Duomo Nuovo à Brescia. Sa collaboration dans ces chantiers avec les architectes Lorenzo Binago et Francesco Maria Richino a contribué, par l'expérimentation de diverses innovations de composition sur les façades des bâtiments ecclésiastiques, à la fusion entre le langage architectural romain et lombard dans les années fondatrices du mouvement baroque. L'expérience lombarde était tout aussi importante pour la carrière ultérieure de Longhi: à l'automne 1611, le cardinal Paolo Camillo Sfondrati lui confia la construction de la nouvelle église des Lombards à Rome, dédiée à Saint Charles Borromée.
En 1612, il présente les dessins du tabernacle de Santa Maria presso San Celso à Milan.